# Духшала
Духша́ла — героиня древнеиндийского эпоса «Махабхарата», принцесса Лунной династии, дочь слепого царя Дхритараштры и царицы Гандхари, младшая сестра наследного принца и главного отрицательного героя «Махабхараты» Дурьодханы. 
В результате магического вмешательства Шивы и помощи божественного мудреца Вьясы царица Гандхари родила сто сыновей (братья-Кауравы) и единственную дочь Духшалу. Духшала была выдана замуж за Джаядратху, царя Синдху и Саувира. Принцесса, будучи сестрой Кауравов и кузиной Пандавов, оказалась вовлечена в династическую распрю Пандавов с Кауравами. Джаядратха, покушавшийся на жену Пандавов Драупади, воевал против Пандавов на стороне Кауравов и был убит средним из пятерых Пандавов Арджуной в битве на Курукшетре. В кровопролитной восемнадцатидневной битве Пандавы победили, их старший брат Юдхиштхира получил царство Кауравов, а Духшала потеряла мужа, детей, всех братьев, дядьёв и племянников. Её внук бился с Арджуной, когда тот пришёл в царство Синдху после битвы на Курукшетре, чтобы подчинить окрестных царей и собрать дань для проведения жертвоприношения коня (ашвамедхи) царём Кауравов Юдхиштхирой. Арджуна считал Духшалу своей собственной сестрой, а потому, из-за любви к ней, он не стал убивать сына Суратхи и покинул царство Синдху.